# Tahyna-Virus
Das Tahyna-Virus (Ťahyňa-Virus, TAHV, auch Lumbo-Virus oder Trojica-Virus, wissenschaftlich Tahyna orthobunyavirus) galt früher als ein Subtyp der Virusspezies Kalifornien-Enzephalitis-Orthobunyavirus (wiss. California encephalitis orthobunyavirus), ist aber vom International Committee on Taxonomy of Viruses (ICTV) inzwischen als eigene Spezies anerkannt. Es gehört der Gattung Orthobunyavirus aus der Familie der Peribunyaviridae an. Die Übertragung auf den Menschen erfolgt durch Stechmücken (Aedes vexans, Ae.cantans, Ae. sticticus, Ae. caspius, Culex pipiens, Culiseta annulata). Durch seine Übertragungsart wird das Tahyna-Virus den Arboviren zugeordnet. Als Virusreservoir dienen Vögel, Hasen und Nagetiere.
Das Tahyna-Virus kommt nur in Europa und außereuropäischen Gebieten der ehemaligen UdSSR vor. Die Infektion wurde durch Nachweis der spezifischen Antikörper auch in Deutschland (Oberrheingraben), Österreich, Italien und Frankreich nachgewiesen. Eine akute Tahyna-Virus-Infektion zeigt nur sehr unspezifische Symptome, Grippe-ähnlich und mit ein- bis zweitägigem Fieber, Atemwegsinfektion, selten auch Meningitis, rheumatische Beschwerden, Myalgie und eventuell Enzephalitis.
Eine Erkrankung durch das Tahyna-Virus wird gewöhnlich nicht diagnostiziert, da sie oft als sogenannte banale Sommergrippe verläuft. Ein Grund für fehlende epidemiologische Daten in Europa ist neben der virusdiagnostischen Schwierigkeit des Nachweises wohl auch die Tatsache, dass eine ZNS-Beteiligung (Meningitiden, Enzephalitiden) wie bei FSME erst nach einem beschwerdefreien Intervall auftritt und dann nicht mit der „überstandenen“ Viruserkrankung zuvor in Verbindung gebracht wird.